# Adam Małysz
Adam Henryk Małysz (Wisła, 3 de Dezembro de 1977) é um  saltador de esqui polonês. Nasceu e ainda mora na cidade de Wisła no sul da Polônia. Małysz venceu 38 copas do mundo do esporte, apenas abaixo do finlandês Matti Nykänen que venceu 46 vezes. Małysz foi o primeiro saltador na história a vencer a Copa do Mundo por três vezes em seguida.
Em 2010 conquistou duas medalhas de prata nas provas de pista normal e pista longa dos Jogos Olímpicos de Vancouver, ambas atrás apenas do suíço Simon Ammann.